# マリーナ・チャップマン
マリーナ・チャップマン （英語: Marina Chapman、1950年? - ）は、コロンビア生まれで5歳から10歳ごろまでサルに育てられたとされる野生児のイギリス人女性。

## 生涯
5歳になる前に誘拐され、ジャングルに置き去りにされ、10歳頃までジャングルで生活していた。
不法に動物を捕えるハンターに捕まり、売春宿に売られた。売春宿で働き、その後売春宿から逃げてストリートチルドレンとなる。その後ギャングの家に住み込みで働き、修道院生活を経て、イギリスに移住。1978年に現在の夫と結婚。イングランド北部ブラッドフォード在住。
自伝『失われた名前』 は次女のヴァネッサ・ジェームスとロンドン在住の小説家リン・バレット=リーの協力で書きあげられている。余りにも話がこみいっているので、14歳くらいの話までしか書かれていないが、続編を予定している。
2013年12月12日、ナショナルジオグラフィックチャンネルが彼女を取材したドキュメンタリー番組『Woman Raised By Monkeys』を発表した。

### サルとともに生きる
5歳の誕生日を前に誘拐され、ジャングルの中に置き去りにされた。助けを待ったが、誰も助けにこなかった。10匹以上のサル（彼女によると、オマキザル属の一種のシロガオオマキザル）に囲まれ、やむをえず、彼らと同じナッツや虫を食べ、最初は木に登れないので木の洞窟に住んだ。体は不潔になった。基本的には、彼らは興味を示さなかったが、徐々に彼らの一員となった。一匹だけ、若いサルが近づいたので、わざと木の実を与えどうするか見ていた。サルは手ごろな石をみつけ叩いた。そして食べることができた。私はサルの真似をした。昆虫なども食べた。毒の植物を食べた際は、年よりのサルが本人を水の中に突き落とし、嘔吐させて助けた。彼らを見習い、樹上生活となった。徐々にサルと仲良しになり、グルーミングをした。四足歩行をし、サルの鳴き声（食べ物をみつけた声、危険を知らせる声など）を聞きわけることができるようになり、自分も同様に発声した。彼らは別のグループのサルと会うと、闘いがおこった。数年後、ジャングルで二本足の動物（ヒト）を見た。インディオの集落をみつけ、食べ物などを盗んだ。

### ハンターと売春宿
ジャングルでの生活が4年から6年ほど(正確な日数等は不明)たったある日、ジャングルで不法に動物をつかまえるハンターに会って捕まり、トラックに乗せられ、つれていかれた先はククタから車で30分の小さな村「ロマ・デ・ボリバル」の売春宿であった。ハンター達はすぐ去った。若過ぎて、また小柄であったので、雑用をさせられた。座って手で食事するので、ひどいテーブルマナーであった。売春婦たちとドライブにいって、車が崖から落ちた。自分以外は全部死んだ。病院では、色々聞かれたが売春宿とは知らなかった。女主人は自分も売春婦に育てているようであった。事故を怒った女主人は本人を殺そうした。

### 路上生活とギャングの家
売春宿をのがれて、ククタで路上生活をした。ゴミ箱あさりや盗みは得意であった。しかし排水路などで寝るのは臭くて閉口した。推されて、六名のギャングのリーダーにもなった。警官につかまったことがあった。サルが親と答え、一晩留置された。警官はレストランをおごってくれたが、空腹であったので警官の分まで、手づかみで食べた。2、3年ここで路上生活をしたが、12、3歳になって金持ちが住むエル・カレホン地区で住みこみの仕事を見つけた。そこは家族全体で犯罪で巨額の富を得ているギャングの家であった。また、ここから逃れる決心をした。

### 修道院とその後
その後、脱出しラ・カシータ修道院に逃れた。修道女の下働きをしたが、ひどい待遇であった。ここも脱出したが、それは、中にいるある哀れな60歳位の老女を見たからである。修道女の下着を見るいたずらもした。大声で「火事だ」と叫んでそのどさくさにまぎれて脱出した。しかし、ギャングからも、修道院からも追われる立場になり、マルハという女性の助けを借りて、ククタのカミロハダ空港から、ボゴタ空港行きの飛行機に乗った。マルハのおかげて、アマデオ、マリア夫妻に会い、自分にルス・マリーナという名前を付け、洗礼式を行った。約14歳であった(正確な年齢は不明)。

## 名前へのこだわり
自分のアイデンティティにこだわりがあった。最初は名前を覚えていなかったが、売春宿ではグロリア、路上生活時代はポニー・マルタ(炭酸飲料に因む)、修道院時代はロサルバ、14歳で自ら付けた名前はルス・マリーナであった(スペイン語で「ルス」は「光」、「マリーナ」は「海」の意)。

## 証言の真偽
証言について、一部の研究者から過誤記憶(FMS)ではないかとする声が挙がったが、彼女の足の骨のX線写真から、6歳から10歳頃までの間にひどい栄養失調だった痕が見受けられることから証言の正当性が証明された。

## 助けたサルの性質について
類人猿以外では道具をつかうのはオマキザル位である。硬い木の実を幹に投げつけたり、実と実をぶっつけたりして割って食べる。大きな昆虫もたたきつけて殺してから食べる。チンパンジーの智恵試験でもオマキザルは見事に合格する。棒で食べ物を引き寄せたり、天井からぶらさがっているバナナをとるのも箱を重ねてとるという。絵描き行動をするのも類人猿以外ではオマキザルだけである。表情が豊かでコミュニケーション機構が発達している。ここに述べたのはオマキザルの総論である。ナキガオオマキザル（英語Weeper-capuchin）、の近縁のものはシロガオオマキザルである。なお、木の実を食べるこれらの性質はマリーナの本にもでてくる。

## 家族
- 父母兄弟姉妹などは全く不明。2人の娘と3人の孫がいる。
- 夫:ジョン・チャップマン。教会のオルガン奏者で、引退した細菌学者である。
- 長女:ジョアンナ(姓は不詳)。3人の子供がいる。妊娠危機センターに勤務。長女が生まれる時にマリーナは赤ん坊を看護婦に渡さなかったというエピソードが語られているが、昔のコロンビアでは、子供を盗んだり、悪い子供とすりかえる事をマリーナが知っていたからとされる。
- 次女:ヴァネッサ・ジェームス。1985年生まれ。テレビ・映画音楽の作曲家。ミュージシャンとしても活躍。2006年、母の半生を記録する仕事に着手する。コロンビアでの現地調査など取材を重ね、2年後最初の草稿が完成。ロンドン在住。次の著作がある。

Vanessa James: My mum was brought up by monkeys
- 家族全員で樹上に登った写真がある[9]。

## 文献
- マリーナ・チャップマン著『失われた名前　サルとともに生きた少女の真実の物語』 駒草出版、2013年 ISBN 978-4-905447-22-1

原題 The Girl with No Name ： The Incredible True Story of A Child Raised by Monkeys
- 河合雅雄、岩本光雄、吉葉健二『世界のサル』　1968年　毎日新聞社